# Metro Station
Metro Station é uma banda de pop rock/Synthpop dos Estados Unidos, formada em maio de 2006, em Los Angeles, Califórnia. Teve em outubro do mesmo ano assinado contrato com a Columbia/Red Ink. Eles são melhores conhecidos por terem ficado no Top 10 Billboard com o single "Shake It", o terceiro single do álbum de estréia da banda, intitulado Metro Station.

## História
Em 2006, Trace Cyrus e Mason Musso se conheceram no estúdio de gravação da série Hannah Montana, através de suas mães. Então, decidiram iniciar uma banda, por terem o mesmo gosto musical. Logo então, veio Blake Healy nos teclados, e mais tarde Anthony Improgo, como baterista. Com o tempo, a banda se tornou popular,pelo fato de Trace Cyrus ser irmão de Miley Cyrus, e Mason Musso ser irmão de Mitchel Musso, ambos da série Hannah Montana.
Metro Station é uma banda de Power Pop e Rock Eletrônico dos Estados Unidos. Em março de 2010, eles anunciaram o fim da banda,com a saída de Blake e Antony em janeiro,a banda ja não tinha 2 dos 4 membros originais. Logo Trace e Mason preferiram "desligar" a "Metro Station",e alegaram que pretendem fazer novos trabalhos juntos,porem ainda não lançaram nenhum material concreto.

## Volta da banda
Após a banda se “desligar” em novembro de 2010, Mason Musso voltou com a banda, mas sem o Trace Cyrus.  Musso tem os direitos do nome Metro Station. Em 31 de maio de 2011, Musso lançou uma nova música, "Ain't So High", em sua página no YouTube nova, metrostation2011. Em 20 de julho, Musso anunciou no Twitter que estava trabalhando no novo álbum com a ajuda de Anthony Improgo e Blake Healy. Em 25 de setembro, Musso lançou uma nova música "Closer and Closer" , produzido por Blake Healy. Agora os músico da Metro Sation são Austin Sauds, Mason Musso e Cary White
Em agosto de 2014, Trace retornou como membro do Metro Station  com a banda lançando um single intitulado Love & War . A banda já lançou o segundo album intitulado savior.

## Integrantes

### Formação atual
- Mason Musso - vocal, baixo
- Trace Cyrus - vocal, guitarra
- Austin Sauds - backingvocal
- Cary White - bateria

### Ex-integrantes
- Blake Healy - teclado, sintetizador
- Anthony Improgo - bateria

## Discografia

### Álbuns de Estúdio
- Metro Station (2008)
- Savior (2015)

### Extendad Players
- The Questions We Ask at Night (2006)

- Kelsey EP  (2009)

### Singles
- "Kelsey" (2008)
- "Seventeen Forever" (2008)
- "Shake It" (2009)
- "Control" (2009)
- "Wish We Were Older" (2010)
- "Don't Waste My Time" (2011)

## Videografia
| Ano  | Músicas               | Diretor     |
| ---- | --------------------- | ----------- |
| 2007 | "Kelsey"              | Jesse Cain  |
| 2007 | "Control"             |             |
| 2008 | "Shake It"            | Josh Forbes |
| 2008 | "Seventeen Forever"   | Josh Forbes |
| 2009 | "Kelsey" (UK version) |             |
| 2009 | "Last Christmas"      |             |

## Prêmios
- Australian Kids Choice Awards 2008 – Música Favorita – " Shake It "